# Joseph McCabe

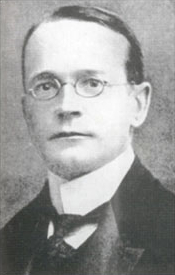
Joseph McCabe

Joseph Martin McCabe (Macclesfield, 12 november 1867 – Londen, 10 januari 1955) was een Engels schrijver en spreker over vrijdenkerij, nadat hij eerder priester was.
McCabe vervoegde zich bij de kloosterorde der Franciscanen op zijn negentiende, in 1886. Vier jaar later werd hij ingewijd als priester, onder de naam Father Antony. In de daaropvolgende tien jaar raakte hij echter ontgoocheld in de kerk, waardoor hij op 19 februari 1896 het priesterschap neerlegde. De eerste tijd daarna omschreef hij zichzelf als agnostisch, maar later verkoos hij het atheïsme.

## Schrijverschap
Kort nadat hij het priesterschap verliet, begon McCabe begon met schrijven. In 1897 publiceerde hij het pamflet From Rome to Rationalism, over zijn eerdere ervaringen. Nog in hetzelfde jaar breidde hij dat uit tot een volledig boek, genaamd Twelve Years in a Monastery. Hij schreef veelvuldig over wetenschap, religie, politiek, geschiedenis en cultuur. Gedurende zijn leven bracht hij bijna 250 boeken uit. Veel van zijn boeken en pamfletten werden gepubliceerd door Emanuel Haldeman-Julius, zowel in een serie Little Blue Books als een serie Big Blue Books. Van die laatste gaf Haldeman-Julius er meer dan honderd uit.
Gedurende zijn leven gaf McCabe daarnaast duizenden lezingen.
McCabe kreeg ook bekendheid doordat Gilbert Keith Chesterton over hem schreef in diens boek Heretics. In een vorig essay pakte McCabe Chesterton aan, omdat die humor aan zijn ernstige geschriften toevoegde. Door dat te doen, gaf hij Chesterton toestemming een loopje met hem te nemen. "Mr McCabe denkt dat ik niet serieus, maar alleen grappig ben, want Mr McCabe vindt dat grappig het tegenovergestelde is van een ernstige zaak. Grappig is het tegenovergestelde van niet-grappig, van niets anders."

## Activisme
Eind jaren vijftig beschuldige McCabe de Encyclopædia Britannica van subjectiviteit ten voordele van de Katholieke Kerk. Hij beweerde dat de veertiende uitgave (gepubliceerd in 1929) de kritische noot over de Kerk miste, die nog wel in de elfde editie stond. McCabe beschuldigde in 1951 eveneens de Columbia Encyclopedia van subjectiviteit jegens de Katholieke Kerk. Deze en soortgelijke acties maakten dat zijn christelijke critici hem bestempelden als antikatholiek. Biograaf Bill Cooke, betwist die bewering. In zijn boek over McCabe (A Rebel to his Last Breath) citeert hij McCabe: "Katholieken zijn niet slechter en niet beter dan anderen" en "Ik heb geen vooroordeel tegen de katholieke leken, dat zou dom zijn."
McCabe was ook actief in organisaties, maar zijn biografen valt op dat hij een moeilijke relatie had met een aantal van hun kopstukken. Daardoor stonden de betrekkingen tussen McCabe en verschillende groepen op gespannen voet. Van 1898 tot 1899 was hij secretaris van de Leicester Secular Society en hij was in 1899 een van de oprichters van de Rationalist Press Association van Groot-Brittannië, die de baanbrekende boekenreeks Thinker's Library uitgaf. McCabe werd militanter in zijn vrijdenkerij naarmate hij ouder werd en in het jaar voor zijn overlijden sloot hij zich aan bij de National Secular Society.

### Online leesbaar
De 'Big Blue Books' (een selectie, allen in het Engels):
- The Vatican's Last Crime
- How the Pope Of Peace Traded In Blood
- How the Cross Courted The Swastika For Eight Years
- The Vatican Buries International Law
- Hitler Dupes The Vatican
- The War And Papal Intrigue
- The Pious Traitors Of Belgium And France
- The Pope And The Italian Jackal
- Atheist Russia Shakes The World
- Fascist Romanism Defies Civilization
- The Totalitarian Church Of Rome
- The Tyranny Of The Clerical Gestapo
- Rome Puts A Blight On Culture
- The Church The Enemy Of The Workers
- The Church Defies Modern Life
- The Holy Faith Of Romanists
- How the Faith Is Protected
- The Artistic Sterility Of The Church
- The Fruits Of Romanism

### Overig werk
- Twelve Years in a Monastery (1897, opgenomen in de Thinker's Library)
- Religion of Woman (1905)
- The Existence of God (1913, opgenomen in de Thinkers Library)
- The Popes and Their Church (1918)
- A Biographical Dictionary of Modern Rationalists (1920).
- The Human Origin of Morals (1926)
- Christianity and Slavery (1926)
- Why I Believe In Fair Taxation Of Church Property (1930)
- The True (Hi)Story of the Roman Catholic Church (1930)
- Is The Position Of Atheism Getting Stronger (1936)
- A History of the Popes (1939)
- A Biographical Dictionary of Ancient, Medieval, and Modern Freethinkers (1945)
- A Rationalist Encyclopædia: A Book of Reference, On Religion, Philosophy, Ethics, and Science (1948)
- The Columbia Encyclopedia's Crimes Against The Truth
- Lies And Fallacies Of The Encyclopedia Britannica (1947, opgenomen in de Thinker's Library onder de naam waaronder het eerder verscheen in 1935: ' The social record of Christianity; The lies and fallacies of the Encyclopedia Britannica:how powerful and shameless clerical forces castrated a famous work of reference ')
- Luther Burbank Speaks Out
- The Psychology of Religion
- Rome's Syllabus Of Condemned Opinions: The Last Blast Of The Catholic Church's Medieval Trumpet
- The Story Of Religious Controversy
- The Story of Evolution
- Selected Works of Voltaire (opgenomen in de Thinker's Library)

- Biblioteca Nacional de España: XX1350373
- Bibliothèque nationale de France: cb135187177 (data)
- Catàleg d'autoritats de noms i títols de Catalunya: 981058507581706706
- CiNii: DA04700605
- Gemeinsame Normdatei: 12397240X
- International Standard Name Identifier: 0000 0001 0902 7718
- Library of Congress Control Number: n50009201
- Bibliotheek van het Japanse parlement: 00449308
- Nationale Bibliotheek van Tsjechië: xx0011968
- Nationale bibliotheek van Australië: 35337840
- Nationale Bibliotheek van Israël: 987007265266805171
- Nederlandse Thesaurus van Auteursnamen: 315483059
- Istituto Centrale per il Catalogo Unico: RAVV055851
- SNAC: w6zp7bdk
- Système universitaire de documentation: 050195123
- Trove: 916899
- Virtual International Authority File: 54303634
- WorldCat: E39PBJvt4McBHVyt4xDdKWgFrq